# Abdulrahman Saleh
Abdulrahman Saleh Radi Reda Khamis, meglio noto come Abdulrahman Saleh (in arabo عبد الرحمن صالح‎?; Dubai, 3 giugno 1999), è un calciatore emiratino, difensore del Al-Wasl e della Nazionale emiratina.

## Carriera

### Club
Nato a Dubai nel giugno 1999, Abdulrahman cresce calcisticamente nel settore giovanile dell'Al-Wasl, uno dei principali del paese; dopo avere completato tutta la trafila nelle varie squadre giovanili fece il suo esordio da professionista, sempre con la maglia dell'Al-Wasl, il 3 dicembre 2018, giocando titolare nella sfida persa per 3-1 contro l'Al-Ain valida per dodicesima giornata della UAE Gulf League 2018-19.
Nel maggio del 2019, Abdulrahman fece il suo esordio anche in campo internazionale, subentrando all'ottantatreesimo minuto nella sfida per 5-1 contro gli iracheni dell'Al-Zawraa nella sesta giornata della fase a gironi della AFC Champions League 2019.
Saleh riesce a segnare il suo primo goal da professionista dopo circa cinque anni dal suo esordio con la maglia dell'Al-Wasl, realizzando la terza rete, per la sua squadra, nella vittoria per 4-2 contro l'Al-Jazira durante l'ottava giornata del campionato emiratino 2023-24.

### Nazionale
Dopo aver preso parte con la nazionale under-20 emiratina al Campionato asiatico di calcio Under-19 2018, dove scende in campo in tutte le tre partite giocate dalla sua nazione, Saleh nel 2023 riceve la sua prima convocazione dalla nazionale maggiore emiratina, facendo il suo esordio nell'amichevole vinta per 4-1 contro la Costa Rica subentrando al sessantesimo minuto.
Nel dicembre 2023 rientra nella lista finale dei convocati della nazionale emiratina per la Coppa d'Asia 2023, senza però giocare nemmeno un minuto nella quattro partite affrontate nella competizione.

## Statistiche

### Presenze e reti nei club
Statistiche aggiornate al 4 febbraio 2024.
| Stagione        | Squadra         | Campionato      | Campionato | Campionato | Coppe nazionali | Coppe nazionali | Coppe nazionali | Coppe continentali | Coppe continentali | Coppe continentali | Altre coppe | Altre coppe | Altre coppe | Totale | Totale |
| Stagione        | Squadra         | Comp            | Pres       | Reti       | Comp            | Pres            | Reti            | Comp               | Pres               | Reti               | Comp        | Pres        | Reti        | Pres   | Reti   |
| --------------- | --------------- | --------------- | ---------- | ---------- | --------------- | --------------- | --------------- | ------------------ | ------------------ | ------------------ | ----------- | ----------- | ----------- | ------ | ------ |
| 2018-2019       | Al-Wasl         | PL              | 1          | 0          | CEAU+CdL        | 0+0             | 0+0             | ACL                | 1                  | 0                  | CdC         | 0           | 0           | 2      | 0      |
| 2019-2020       | Al-Wasl         | PL              | 16         | 0          | CEAU+CdL        | 2+2             | 0+0             | -                  | -                  | -                  | -           | -           | -           | 20     | 0      |
| 2020-2021       | Al-Wasl         | PL              | 18         | 0          | CEAU+CdL        | 2+4             | 0+0             | -                  | -                  | -                  | -           | -           | -           | 24     | 0      |
| 2021-2022       | Al-Wasl         | PL              | 11         | 0          | CEAU+CdL        | 0+2             | 0+0             | -                  | -                  | -                  | -           | -           | -           | 13     | 0      |
| 2022-2023       | Al-Wasl         | PL              | 14         | 0          | CEAU+CdL        | 5+1             | 0+0             | -                  | -                  | -                  | -           | -           | -           | 20     | 0      |
| 2023-2024       | Al-Wasl         | PL              | 16         | 2          | CEAU+CdL        | 0+5             | 0+0             | -                  | -                  | -                  | -           | -           | -           | 21     | 2      |
| Totale Al Wasl  | Totale Al Wasl  | Totale Al Wasl  | 76         | 2          |                 | 23              | 0               |                    | 1                  | 0                  |             | 0           | 0           | 100    | 2      |
| Totale carriera | Totale carriera | Totale carriera | 76         | 2          |                 | 23              | 0               |                    | 1                  | 0                  |             | 0           | 0           | 100    | 2      |

### Cronologia presenze e reti in nazionale
| Cronologia completa delle presenze e delle reti in nazionale ― Emirati Arabi Uniti | Cronologia completa delle presenze e delle reti in nazionale ― Emirati Arabi Uniti | Cronologia completa delle presenze e delle reti in nazionale ― Emirati Arabi Uniti | Cronologia completa delle presenze e delle reti in nazionale ― Emirati Arabi Uniti | Cronologia completa delle presenze e delle reti in nazionale ― Emirati Arabi Uniti | Cronologia completa delle presenze e delle reti in nazionale ― Emirati Arabi Uniti | Cronologia completa delle presenze e delle reti in nazionale ― Emirati Arabi Uniti | Cronologia completa delle presenze e delle reti in nazionale ― Emirati Arabi Uniti |
| Data                                                                               | Città                                                                              | In casa                                                                            | Risultato                                                                          | Ospiti                                                                             | Competizione                                                                       | Reti                                                                               | Note                                                                               |
| ---------------------------------------------------------------------------------- | ---------------------------------------------------------------------------------- | ---------------------------------------------------------------------------------- | ---------------------------------------------------------------------------------- | ---------------------------------------------------------------------------------- | ---------------------------------------------------------------------------------- | ---------------------------------------------------------------------------------- | ---------------------------------------------------------------------------------- |
| 12-9-2023                                                                          | Zagabria                                                                           | Costa Rica                                                                         | 1 – 4                                                                              | Emirati Arabi Uniti                                                                | Amichevole                                                                         | -                                                                                  | 60’                                                                                |
| 30-12-2023                                                                         | Abu Dhabi                                                                          | Emirati Arabi Uniti                                                                | 1 – 0                                                                              | Kirghizistan                                                                       | Amichevole                                                                         | -                                                                                  | 46’                                                                                |
| Totale                                                                             |                                                                                    | Presenze                                                                           | 2                                                                                  |                                                                                    | Reti                                                                               | 0                                                                                  |                                                                                    |

## Palmares

### Club

#### Competizioni nazionali
- UAE Arabian Gulf League: 1

Al Wasl: 2023-2024
- Coppa del Presidente degli Emirati Arabi Uniti: 1

Al Wasl: 2023-2024